# Улица Лётчика Бабушкина
Улица Лётчика Бабушкина — улица на северо-востоке Москвы, пересекает с юга на север Бабушкинский и Лосиноостровский районы Северо-восточного административного округа и является важнейшей магистралью
Лосиноостровского района. Находится между проспектом Мира и Осташковской улицей, в конце переходит в Тайнинскую улицу.

## Происхождение названия

Памятник Бабушкину работы скульптора Владимира Лепешова

Улица названа в честь знаменитого полярного лётчика Михаила Сергеевича Бабушкина в 1938 году, когда была улицей города Лосиноостровский. В 1939 году город был переименован в Бабушкин, вошедший в 1960 году в состав Москвы. С 1964 года улица включила бывшую Каляевскую улицу (г. Бабушкина), вблизи которой жил Бабушкин, и часть Осташковского шоссе.

## Расположение
Улица Лётчика Бабушкина проходит с юга на север и является одной из самых длинных улиц СВАО. Начинается от проспекта Мира близ Северянинского путепровода, где проспект Мира переходит в Ярославское шоссе. Сразу после начала расходиться с Енисейской улицей под острым углом, в котором расположен Лосиноостровский электротехнический завод. Справа параллельно улице проходит железная дорога Ярославского направления (перегон Москва-Пассажирская-Ярославская — Лосиноостровская).
Затем улица пересекает Верхоянскую, Радужную улицы, улицу Коминтерна, улицу Искры, Печорскую, Ленскую и Изумрудную улицы, улицу Менжинского, Староватутинский проезд, Осташковскую улицу и Осташковский проезд. Продолжается как Тайнинская улица.
Улица с двусторонним движением на всём протяжении, по две полосы в каждую сторону.

## Здания и сооружения
- На пересечении с улицей Коминтерна в 2004 году[1] был установлен памятник М. С. Бабушкину работы скульптора Владимира Лепешова[2].
- № 11/2, корпус 1 — жилой дом. В рамках гражданской инициативы «Последний адрес» на фасаде дома установлен мемориальный знак с именем видного еврейского религиозного деятеля, раввина Шмарьягу Иегуды-Лейба Медалье[3], расстрелянного сотрудниками НКВД 26 апреля 1938 года[4].
- № 26 — районный центр «Место встречи Орион» (2024)[5]. Ранее на этом месте стоял кинотеатр «Орион» (1984—1988, архитекторы А. М. Половников и Б. С. Шапиро)[6]. В 2013 году кинотеатр был закрыт, а 2019 году — снесён.

## Общественный транспорт
По улице Лётчика Бабушкина проходит 7 автобусных маршрутов, причём № 93 проходит по улице на всём её протяжении (обновлено 04 ноября 2021 года):
- 93  Медведково —  Ростокино —  ВДНХ — ВДНХ-Главный Вход
- 181 Платформа Лось —  Бабушкинская —  Медведково —  Осташковская улица
- 183 Платформа Лось — Институт Пути
- 349 Осташковская улица — Чукотский проезд
- 601 Станция Лосиноостровская —  Медведково —  Алтуфьево — Абрамцевская улица
- 696 Платформа Лось —  Бабушкинская —  Медведково —  Осташковская улица
- С15  Платформа Лось —  Бабушкинская —  Медведково — МФЦ Района Ярославский

В 2011 году одна из остановок автобусов № 93 и 183 переименована в «Улица Лётчика Бабушкина».